# Notiphila irrorata
Notiphila irrorata är en tvåvingeart som beskrevs av Timothy M. Cogan 1968. Notiphila irrorata ingår i släktet Notiphila och familjen vattenflugor. Inga underarter finns listade i Catalogue of Life.